# Discovery (1602)

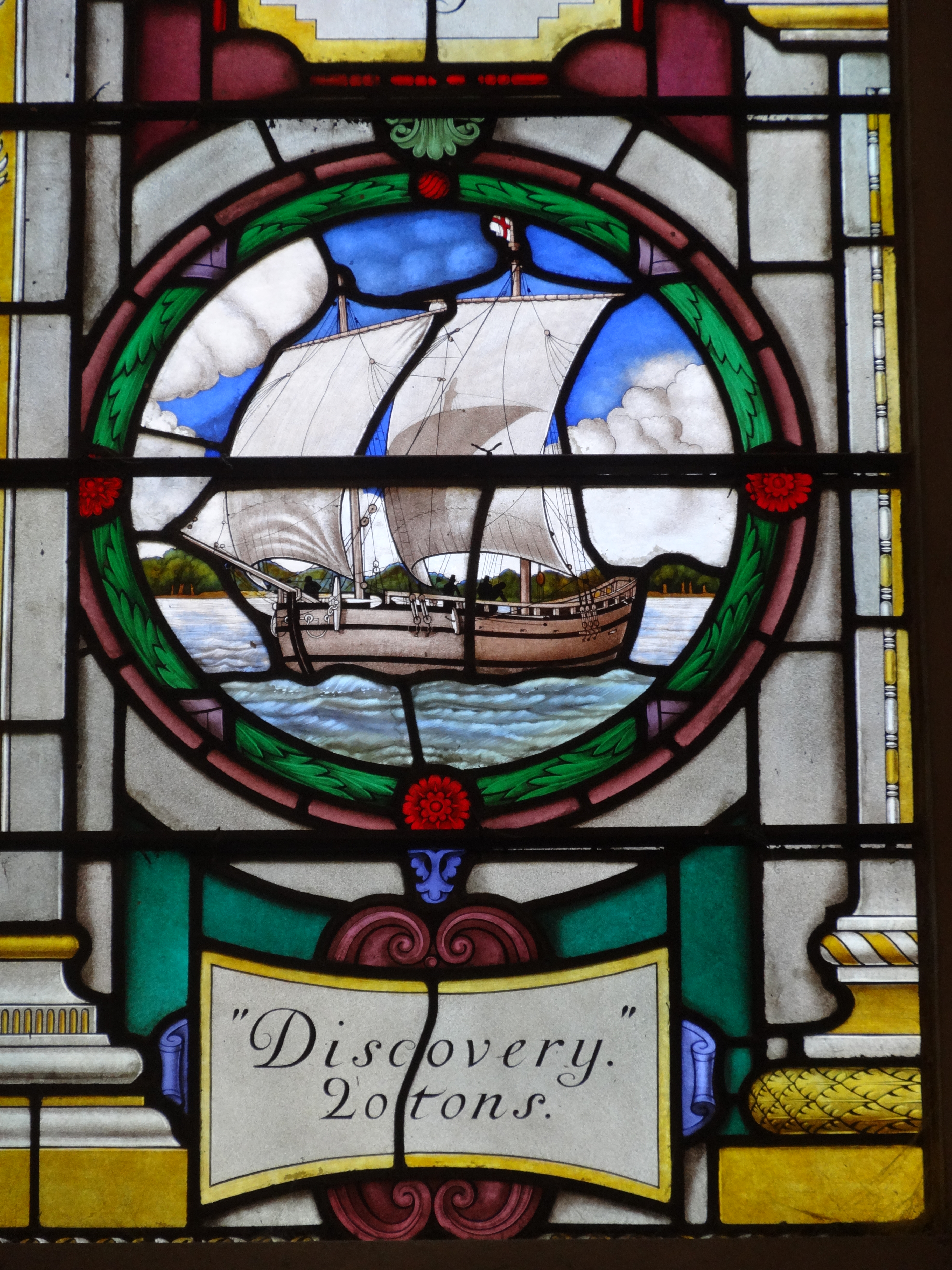
Ett glasfönster i en kyrka i London visar fartyget.

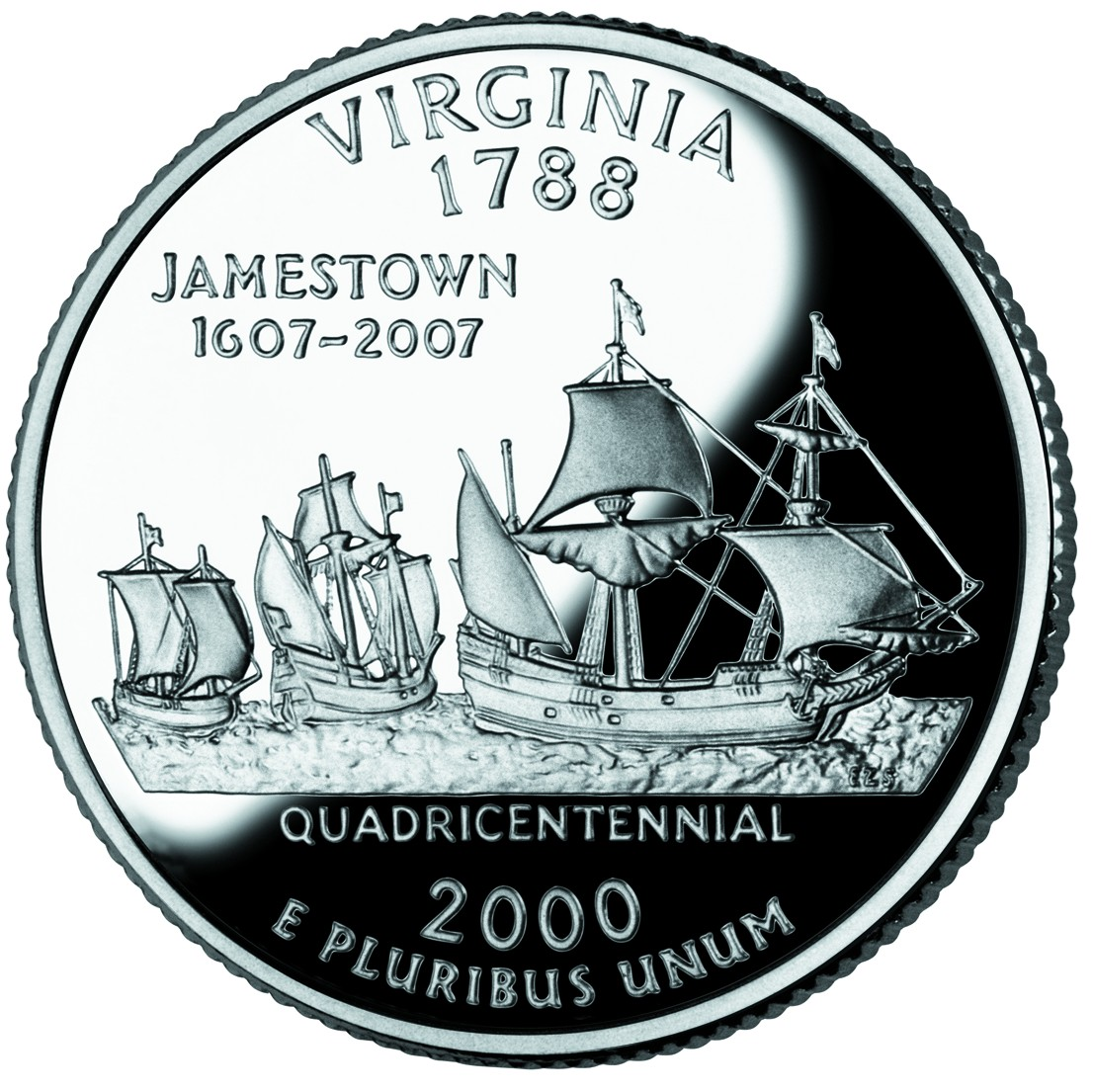
Mynt som avbildar Discovery och systerfartygen

Discovery var ett lätt segelfartyg med en längd av 11 meter som ägdes av Brittiska ostindiska kompaniet. Fartyget deltog i 6 expeditioner som letade efter Nordvästpassagen. Det omnämns för första gången 1602 men det byggdes innan.
Discovery blev främst känd för en resa som började 1607 där även de större fartygen Susan Constant och Godspeed deltog. Under kapten Christopher Newport grundades Kolonin Virginia och orten Jamestown. Expeditionen hade 143 deltagare. Jamestown var det första brittiska samhället i Nordamerika. Repliker av de tre fartygen visas i en park i Jamestown.
Discovery avbildades på ett frimärke från 2017 och på ett mynt.